# Blenio (formaggio)
Il Blenio è un formaggio di latte bovino pastorizzato tipico della regione svizzera del Canton Ticino. Il suo sapore è dolciastro. Prodotto in luoghi di montagna, è provvisto di crosta, ed è costituito da pasta piuttosto morbida e particolarmente grassa. La stagionatura minima è di due mesi circa, ma spesso questa soglia è superata.